# Bank van Japan
De Bank van Japan (日本銀行, Nippon Ginkō) is de centrale bank van Japan.

## Geschiedenis

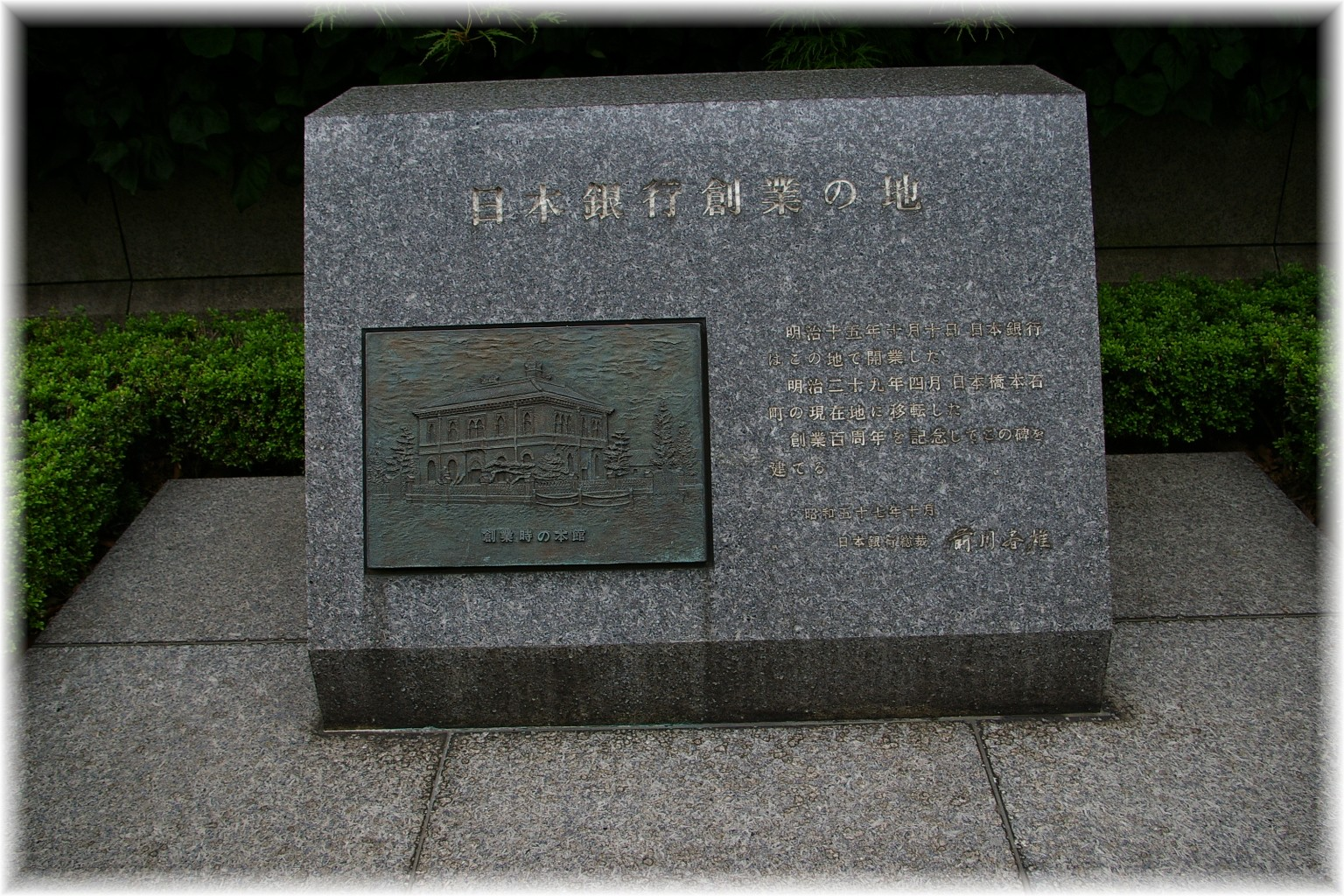
De plaats waar de Bank van Japan werd opgericht.

Zoals de meeste moderne Japanse instellingen werd de Bank van Japan opgericht na de Meiji-restauratie. Daarvoor hielden alle Japanse domeinen zelf hun geld in de gaten. De Nieuwe Valuta-act van Meiji 4 (1871) schafte dit systeem af, en introduceerde de yen als nationale munt. De voormalige han werden nu prefecturen, en het geld van deze prefecturen werd voortaan beheerd door centrale banken. Enige tijd lang hadden zowel de centrale overheid als de kleinere "nationale" banken het recht om geld te laten drukken.
In juni 1882 werd hieraan een eind gemaakt nadat de Bank of Japan Act was aangenomen. Op 10 oktober 1882 ging de Bank van Japan daadwerkelijk van start. Deze bank kreeg een monopoliepositie voor het beheren van de geldvoorraad en dus de uitgifte van bankbiljetten. De meeste van de voormalige nationale banken werden gewone commerciële banken.
De Bank van Japan drukte de eerste bankbiljetten in 1885. Ondanks de eerste problemen – zo bleek bijvoorbeeld dat het konjakpoeder dat werd gebruikt om de vervalsing van biljetten tegen te gaan de biljetten erg smakelijk maakte voor ratten – was de bank een groot succes. In 1897 voegde Japan zich bij de gouden standaard, en in 1899 werden de voormalige “nationale” bankbiljetten uitgegeven door de kleinere banken geheel afgeschaft.
De Bank van Japan heeft sinds haar oprichting continu bestaan, uitgezonderd een kleine periode kort na de Tweede Wereldoorlog. In deze periode was Japan bezet door de geallieerden, die een militaire valuta hanteerden en de bank omvormden tot een meer onafhankelijke instelling. Ondanks dat in 1997 de Bank van Japan Act (Japans: 日本銀行法) werd herschreven om de bank formeel meer onafhankelijkheid te geven, wordt de bank nog steeds bekritiseerd om het feit dat ze niet onafhankelijk genoeg zou zijn.
In 2013 was er een verandering in monetair beleid door de komst van de nieuwe gouverneur van de centrale bank, Haruhiko Kuroda. Hij werd aangesteld door de nieuwe conservatieve premier Shinzo Abe om een inflatiedoelstelling van twee procent te bereiken in een deflatoire economie.
Er werd geprobeerd het partnerschap te versterken tussen de overheid en de centrale bank en tegelijkertijd de wijziging van de Bank van Japan Act in acht te nemen. De kern van Abenomics is de verandering van het monetaire en economische beleid en structurele veranderingen om de Japanse economie weer op gang te krijgen. Een kritische noot bij Abenomics is dat het een economisch experiment blijft, wat onvoorziene gevolgen met zich meebrengt.

## Missies

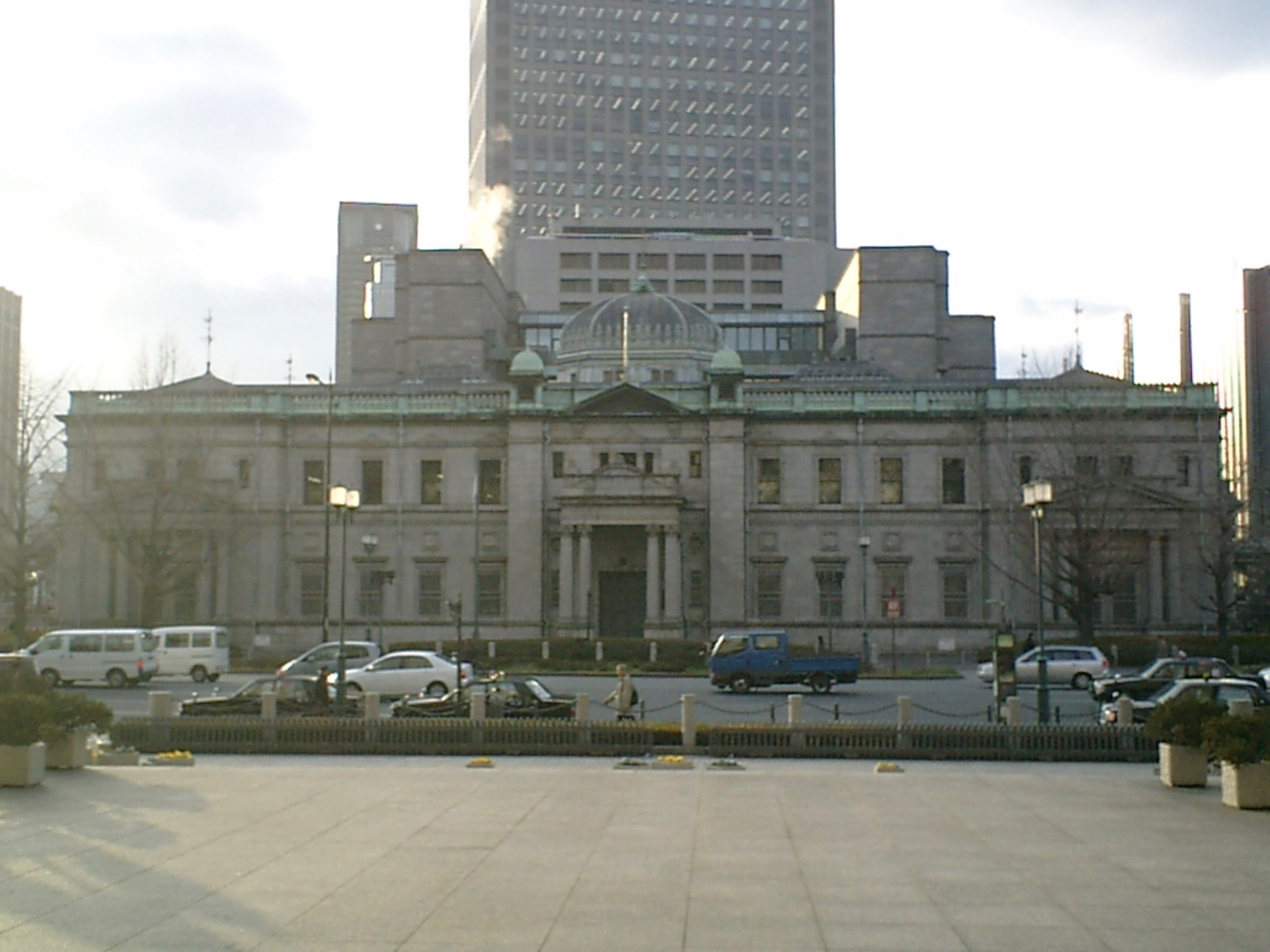
Het gebouw van de Bank van Japan in Osaka.

Volgens de richtlijnen heeft de Bank van Japan de volgende doelen:
- Verzekeren en beheren van bankbiljetten
- Hanteren van een monetair beleid
- Bieden van cash settlement-diensten en instaan voor de stabiliteit van het financiële systeem
- Operaties gerelateerd aan de treasury en de overheidseffecten
- Internationale activiteiten
- Compilatie van data, economische analyses en onderzoeksactiviteiten.

## Taken
De centrale bank is een onmisbare element in het financiële systeem. De belangrijke functies zijn, in het kort opgesomd: uitgeven van bankbiljetten, leningen aan de overheid geven, monetaire stabiliteit, toezicht op de bancaire sector en bij het falen van het financiële systeem, de rol van de laatste kredietverstrekker op zich nemen (lender of last resort). Hedendaags komen daar de volgende functies bij: hanteren van een monetair beleid, (internationaal) toezicht & regulering en het bevorderen van de economische ontwikkeling. De centrale bank is voor particulieren uitgesloten, het is enkel voor overheden en andere financiële instituties. De functies van de Bank van Japan worden nader toegelicht in de volgende paragrafen.

### Gelduitgifte
In 1884 kreeg de Bank van Japan een monopolie op het emissierecht. Alleen de centrale bank mocht nog geld in omloop brengen en creëert geld uit het niets. De centrale bank is geen overheidsinstantie; men streeft ernaar een onafhankelijke positie in het financiële systeem in te nemen, alhoewel dit bij de Bank van Japan een ander verhaal is.
Het drukken van de bankbiljetten gebeurt door de 'Nationale Drukkerij' (国立印刷局, National Printing Bureau) van Japan. De Japanse centrale bank brengt geld op een directe en een indirecte manier in omloop. Vanuit de kluizen van de Bank van Japan gaan de biljetten naar de verschillende banken en financiële instituties. Vanuit de verschillende instituties komen ze in de reële economie terecht. Tot aan 1998 controleerde het Ministerie van Financiën de meeste aspecten van de economie, maar het ministerie heeft geen enkel zeggenschap over de hoeveelheid geld die in omloop is. Valse en versleten biljetten worden uit circulatie gehaald, enkel kwalitatieve en authentieke biljetten worden in omloop gebracht. Daarnaast kunnen beschadigde biljetten en muntstukken bij de centrale bank ingeleverd worden, maar deze kunnen niet omgewisseld worden in een andere geldsoort of valuta. Tegen het einde van 2007 had de Bank van Japan 81,3 biljoen yen in omloop gebracht.

### Stabiliteit van het financiële systeem
De Bank van Japan is een baken van vertrouwen in het financiële systeem, ze zorgt ervoor dat de mechanismen tussen de verschillende financiële instituties degelijk verlopen. Onder andere wordt er toezicht gehouden op de financiële transacties tussen verschillende economische agenten. Uit onderzoek van de Bank voor Internationale Betalingen blijkt dat de wettelijke grondslag voor financiële stabiliteit minder duidelijk is. Het komt regelmatig voor dat de wetgeving die financiële stabiliteit niet omschrijft, maar dat de functies die betrekking hebben op die stabiliteit worden beschreven (bankentoezicht, depositogarantie, vangnetten en in het algemeen de betrokkenheid in het betalingsverkeer). Daarnaast is er onderzoek vereist naar de ingrediënten van de robuustheid van het financiële systeem en de oorzaken van instabiliteit. Een van de kernpunten van financiële stabiliteit is het overzicht van de centrale bank op het betalingssysteem. De overheid moet voor de financiële infrastructuur zorgen, omdat dit een publiek goed is. De centrale bank staat in het centrum van de infrastructuur van het betalingssysteem en zij moeten ervoor zorgen dat het bijgevolg functioneert. De Bank van Japan bevindt zich op een centrale plaats, waar elektronische uitwisseling tussen verschillende betalingssystemen plaatsvinden. Hierin speelt het systeem van de vereveningsrekening van de centrale bank ('settlement account system') een prominente rol. Het elektronische systeem van de centrale bank heet 'BOJ-NET'. De 198 banken (juli 2013) in Japan staan onder het toezicht van de Bank of Japan. Tot slot, neemt de centrale bank bij het falen van het financiële systeem De rol van de laatste kredietverstrekker op zich (lender of last resort). Deze mechanismen zorgen voor stabiliteit in de financiële sector.

### Prijsstabiliteit
Het hanteren van een degelijk prijsniveau is een van de hoofdactiviteiten van een centrale bank. Over het algemeen wordt een niveau van inflatie van 2% geambieerd. Dit wordt gedaan om enorme schommelingen in het prijsniveau of deflatie te voorkomen. Zowel hyperinflatie als langdurige deflatie kunnen erg schadelijk zijn voor de economie.

## Instrumenten
Het belangrijkste instrument om de prijsstabiliteit te behouden was de rente. De uncollateralized overnight call rate is het belangrijkste rentetarief waartegen financiële instellingen geld kunnen lenen van de centrale bank. Dit werkte goed tot circa 1990. Op 29 december 1989 bereikte op de aandelenkoersen op de beurs van Tokio een hoogtepunt, de Nikkei 225 aandelenindex stond op 39.000. Niet alleen de aandelen, maar ook land- en onroerendgoedprijzen ware tot ongekende hoogte gestegen. Begin 1990 stortte al deze prijzen in, de Nikkei-index stond bijna 40% lager per jaareinde 1990. Huiseigenaren zagen de waarde van hun woningen sterk dalen, maar de hypotheken bleven onveranderd hoog en veel mensen kampten met de onderwaarde van hun woning. Voor het bedrijfsleven golden vergelijkbare problemen en leningen konden op grote schaal niet worden terugbetaald waardoor banken met grote verliezen werden geconfronteerd. De Japanse economie raakte in recessie (balansrecessie), met lage reële economische groei en een zeer lage inflatie of zelfs deflatie.
De bank trachtte de economie te stimuleren door de rente te verlagen, vanaf medio 1991 werd de rente stapsgewijs verlaagd van zo'n 8% naar 0,5% in het vierde kwartaal van 1995. Vanaf februari 1999 staat de officiële rente zelfs op nagenoeg nul procent. De overheid heeft ook diverse malen geprobeerd met grote investeringsprogramma's of sanering van het bankwezen de groei van de economie weer op gang te krijgen, met weinig resultaat. In augustus 2000 spatte de internetzeepbel uiteen. In maart 2001 begon de centrale bank met het pompen van liquiditeiten in de markt, het begon een groot programma om obligaties en leningen te kopen in de markt. De verkopende partijen zouden het geld moeten gebruiken om economische activiteiten te ontplooien, maar dit gebeurde in onvoldoende mate. De Bank van Japan was de eerste die kwantitatieve versoepeling op grote schaal heeft toegepast. Vanaf 2002 begonnen de maatregelen effect te sorteren, mede dankzij een grote vraag vanuit het buitenland naar Japanse producten, al bleef de inflatie laag. In 2006 besloot de bank dit opkoopprogramma te beëindigen. Na het uitbreken van de kredietcrisis in 2008 werd de kwantitatieve versoepeling door andere centrale banken gekopieerd en ook de Bank van Japan herstartte de opkoop van leningen.
Na twee decennia is vanaf 2013 de inflatie weer bescheiden teruggekeerd in de Japanse economie. Het expansieve monetaire beleid van Bank van Japan blijkt hierin een groot aandeel te hebben, maar meerdere aspecten spelen een rol bij inflatie. In de economische wetenschap is het nog niet duidelijk of het geld daadwerkelijk in de reële economie terechtkomt, het vertrouwen van de economische agenten speelt hierin een belangrijke rol. Elk kwartaal houdt de bank een enquête onder tienduizend bedrijven om het vertrouwen (status van de economie) te meten. Deze enquête staat bekend als de tankan (短観).
In april 2013 begon de bank weer op grote schaal leningen op te kopen. Het is een van de drie pijlers van Abenomics, het economisch beleid om de economie en de inflatie aan te jagen van premier Shinzo Abe. De twee andere pijlers zijn hervormingen en fiscale stimulering. Dit beleid moet ertoe leiden dat de Japanse economie weer gaat groeien en dat de inflatie richting 2% gaat. In dit kader gaat de centrale bank op jaarbasis 60 tot 70 biljoen yen aan staatsobligaties opkopen en een veel kleiner bedrag aan beursgenoteerde aandelen en vastgoed. Het programma is ongeveer tweemaal groter, gerelateerd aan de totale economie, dan het opkoopprogramma van de Amerikaanse centrale bank op het hoogtepunt van de kredietcrisis. In oktober 2014 werd het programma uitgebreid naar 80.000 miljard yen, dit is ruim 600 miljard euro, per jaar. Alle obligaties die de bank opkoopt komen op de balans van de bank te staan.
Een deel van dit geld dat met de aankoop van de staatsobligaties bij de banken terechtkwam, werd door diezelfde banken weer gestort op een rekening bij de centrale bank. Het beoogde effect werd hierdoor deels tenietgedaan. Tussen 2013 en 2015 steeg het bedrag aan deposito's van banken bij de Bank van Japan van 58 biljoen yen naar 206 biljoen. Eind januari 2016 heeft de bank een negatieve rente van 0,1% ingevoerd. Japanse banken betalen vanaf 16 februari 2016 geld voor het geld dat ze bij de centrale bank stallen. Dit maakt het onaantrekkelijk voor de banken om het geld bij de centrale bank uit te zetten en moet ze stimuleren kredieten te verstrekken aan het bedrijfsleven en particulieren.
In maart 2024 besloot de centrale bank het belangrijkste rentetarief, voor het eerst in zeventien jaar, te verhogen. De nieuw bandbreedte is vastgesteld tussen de nul en 0,1%. Dit betekende ook het einde van de negatieve beleidsrente. De reden voor deze lichte renteverhoging is de wereldwijd aantrekkende inflatie die nu ook in Japan wordt gevoeld. In januari 2023 piekte de Japanse inflatie op 4% een is sindsdien weer gehalveerd. Japan is laat met de renteverhoging, westerse centrale banken hebben al vanaf 2021 de rente naar boven bijgesteld. Op 31 juli 2024 werd de rente weer verhoogd, naar 0,25%. Verder besloot het bestuur de koop van Japanse overheidsobligaties te reduceren met 400 miljard yen per kwartaal, van 6000 miljard yen per maand nu naar 3000 miljard yen in het eerste kwartaal 2026.

## Balans van de Bank van Japan
Op de balans van de centrale bank staan aan de linkerzijde alle bezittingen (activa) en aan de rechterzijde staan de schulden (passiva). Bezittingen zijn goud, buitenlandse deviezen en vorderingen op ingezetenen, waaronder ook staatsobligaties. Aan de passiefzijde staan de bankbiljetten in handen van publiek of banken en de deposito's van de banken. De Bank van Japan koopt soms risicovolle vermogenstitels, maar dat is slechts een klein aandeel (zo'n 3,5%) van de totale balans.
Volgens Age en Van Herpt (2007) heeft de bank een hoog balanstotaal in vergelijking met het uitstaande bedrag in bankbiljetten, ondanks dat Japan's deviezenreserves in handen van de overheid zitten. Dit is het gevolg van twee factoren: een grote hoeveelheid aan deposito's van de overheid en een grote aantal tegoeden op de rekening-courant (reserves).
Tot 2013 is het balanstotaal van de bank geleidelijk gestegen. Nadien is door de introductie van het onconventionele monetaire beleid het balanstotaal sterk gestegen. De staatsobligaties die de centrale bank in de markt heeft gekocht komen op de balans te staan en drukt het totaal omhoog. De Bank van Japan heeft ongeveer 75% van het bbp op de balansen staan (2015) en dit zal in de komende jaren toenemen.
| Jaar          | Balanstotaal | waarvan Japanse staatsobligaties | Balanstotaal als % bbp Japan |
| ------------- | ------------ | -------------------------------- | ---------------------------- |
| 31 maart 2010 | 122          | 73                               | 26%                          |
| 31 maart 2011 | 142          | 77                               | 30%                          |
| 31 maart 2012 | 139          | 87                               | 29%                          |
| 31 maart 2013 | 165          | 125                              | 35%                          |
| 31 maart 2014 | 242          | 198                              | 50%                          |
| 31 maart 2015 | 324          | 270                              | 66%                          |
| 31 maart 2016 | 406          | 349                              | 78%                          |
| 31 maart 2017 | 490          | 418                              | 93%                          |
| 31 maart 2018 | 528          | 448                              | ~96%                         |
| 31 maart 2019 | 557          | 470                              | ~102%                        |
| 31 maart 2020 | 604          | 486                              | ~114%                        |
| 31 maart 2021 | 715          | 532                              | ~132%                        |
| 31 maart 2022 | 736          | 526                              | ~135%                        |
| 31 maart 2023 | 735          | 585                              |                              |

## Organisatie
De beleidscommissie ('policy board') werd opgericht als het hoogste bestuursorgaan van de bank. Zij leggen de richtlijnen neer voor de controle van de munteenheid en de monetaire controle, bepalen de basisprincipes voor het uitvoeren van de verrichtingen van de bank en houden toezicht op de medewerkers van de bank.
De stafmedewerkers van de bank zijn de leden van de beleidsraad (inclusief de gouverneur en de vice-gouverneurs), uitvoerende auditoren, uitvoerende directeuren en de raadsleden.
Binnen de organisatie zijn er vijftien afdelingen op het hoofdkantoor. Die afdelingen bestaan uit het secretariaat van de beleidsraad, kantoor van de interne auditor, departement van monetaire zaken, departement van het financiële systeem en controle op kwaliteit van de banken, departement van het betalingssysteem en vereffeningssysteem, departement van de financiële markten, departement onderzoek en statistiek, de internationale departement, departement van de uitgifte van valuta, departement van operaties, departement van de diensten van het informatie systeem, PR-afdeling, de administratieve afdeling, departement van personeelszaken en het instituut voor monetaire en economische studies. De centrale bank heeft 32 takken en 14 lokale bureaus in Japan en zeven representatieve bureaus overzee.

### Gouverneurs
Het hoofd van de bank (総裁,sōsai) heeft veel invloed op het economisch beleid van de Japanse overheid. Op 9 april 2008 werd wettelijk geregeld dat het hoofd van de bank de titel gouverneur mocht dragen.
De gouverneurs van de bank:
1. Mr. Shigetoshi Yoshihara (6 oktober 1882 – 19 december 1887)
2. Mr. Tetsunosuke Tomita (21 februari 1888 – 3 september 1889)
3. Mr. Koichiro Kawada (3 september 1889 – 7 november 1896)
4. Baron Yanosuke Iwasaki (11 november 1896 – 20 oktober 1898)
5. Mr. Tatsuo Yamamoto (20 oktober 1898 – 19 oktober 1903)
6. Baron Shigeyoshi Matsuo (20 oktober 1903 – 1 juni 1911)
7. Mr. Korekiyo Takahashi (1 juni 1911 – 20 februari 1913)
8. Viscount Yataro Mishima (28 februari 1913 – 7 maart 1919)
9. Mr. Junnosuke Inoue (13 maart 1919 – 2 september 1923)
10. Mr. Otohiko Ichiki (5 september 1923 – 10 mei 1927)
11. Mr. Junnosuke Inoue — tweede ambtstermijn (10 mei 1927 – 1 juni 1928)
12. Mr. Hisaakira Hijikata (12 juni 1928 – 4 juni 1935)
13. Mr. Eigo Fukai (4 juni 1935 – 9 februari 1937)
14. Mr. Seihin Ikeda (9 februari 1937 – 27 juli 1937)
15. Mr. Toyotaro Yuki (27 juli 1937 – 18 maart 1944)
16. Viscount Keizo Shibusawa (18 maart 1944 – 9 oktober 1945)
17. Mr. Eikichi Araki (9 oktober 1945 – 1 juni 1946)
18. Mr. Hisato Ichimada (1 juni 1946 – 10 december 1954)
19. Mr. Eikichi Araki — second term (11 december 1954 – 30 november 1956)
20. Mr. Masamichi Yamagiwa (30 november 1956 – 17 december 1964)
21. Mr. Makoto Usami (17 december 1964 – 16 december 1969)
22. Mr. Tadashi Sasaki (17 december 1969 – 16 december 1974)
23. Mr. Teiichiro Morinaga (17 december 1974 – 16 december 1979)
24. Mr. Haruo Maekawa (17 december 1979 – 16 december 1984)
25. Mr. Satoshi Sumita (17 december 1984 – 16 december 1989)
26. Mr. Yasushi Mieno (17 december 1989 – 16 december 1994)
27. Mr. Yasuo Matsushita (17 december 1994 – 20 maart 1998)
28. Mr. Masaru Hayami (20 maart 1998 – 19 maart 2003)
29. Mr. Toshihiko Fukui (20 maart 2003 – 19 maart 2008)
30. Mr. Masaaki Shirakawa (9 april 2008 - 19 maart 2013)
31. Mr. Haruki Kuroda (20 maart 2013 - 8 april 2023)
32. Mr. Ueda Kazuo (9 april 2023 - heden)

## Locatie
De Bank van Japan heeft haar hoofdkwartier in Nihonbashi (Tokio) op de locatie van een voormalige munthuis, de Kinza (金座) en nabij het beroemde stadsdeel Ginza (銀座), wat letterlijk zilver munt betekent. Het gebouw werd ontworpen door Tatsuno Kingo in 1896 in de neobarokke stijl. De bank heeft ook een vestiging in Osaka.

## Boeken
- IMES."Functions and operations of the bank of Japan"(Tokyo: Bank of Japan, 2004)
- Tielemans, Dirk. "Ontwikkeling, groei en invloed van het Japanse bank-en beurswezen tegenover West-Europa". (1990).
- Cargill, Thomas F. et al. "Financial Policy and Central Banking in Japan". (Cambridge & London: MIT Press, 2000).
- Metzler, Mark. "Capital as Will and Imagination: Schumpeter’s Guide to the Postwar Japanese Miracle". (New York:Cornell University Press, 2013).
- Muramatsu, Michio en Naschold, Frieder."State and Administration in Japan and Germany: A Comparative Perspective on Continuity and Change". (Berlijn: Walter de Gruyter, 1997).
- Asada, Toichiro. "The Development of Economics in Japan: From the Inter-war Period to the 2000s". (New York & London: Routlegde, 2014).
- Ortiz, Guillermo et al. "Issues in the Governance of Central Banks". Central Bank Governance Group. (Basel: BIS Press, 2009).
- Werner, Richard. "Princes of the Yen: Japan's Central Bankers and the Transformation of the Economy". (New York & London: Routledge,2015).
- Bureau van de statistieken van Japan. "Statistical Handbook of Japan". (Tokio: Statistics Bureau, Management and Coordination Agency, 2007).
- Cagan, Phillip. "The Monetary Dynamics of Hyperinflation". (Chicago: University of Chicago Press, 1956)
- Koo, C. Richard. "The Holy Grail of Macroeconomics: Lessons from Japans Great Recession". (New York: John Wiley & Sons, 2011).
- Bakker, Age en Van Herpt, Ingmar R. Y. "Central Bank Reserve Management: New Trends, from Liquidity to Return". (Cheltenham: Edward Elgar Publishing, 2007).